# Karin Klee
Karin Klee (* 25. Dezember 1961 in Losheim am See) ist eine deutsche Zeitungsredakteurin, Bibliothekarin und Autorin.

## Leben
Karin Klee, geb. Gehlen, arbeitete in Wadern in der Stadtbibliothek. Sie fing zu Beginn der 1980er Jahre an zu schreiben und zu publizieren. Bedingt durch ihre Familienphase und eine schwere Erkrankung nach einem Verkehrsunfall machte sie 20 Jahre Literaturpause. Klee schreibt Kurzprosa und vor allem Lyrik in Mundart und in Hochdeutsch. Von ihr stammen auch Songtexte und Krimis. 2007 erschien ihr erstes Buch beim saarländischen Verlag Conte, die Erzählung Am Holländerkopf.
In der Saarbrücker Zeitung schreibt sie eine Kolumne in moselfränkischer Mundart.
Sie behandelt oft ernste Themen, zuweilen schreibt sie ironisch bis hin zum schwarzen Humor. Vor allem in der Mundart besticht sie durch ihren Witz.
Karin Klee wohnt in Wadern, ist verheiratet, und hat zwei erwachsene Kinder.

## Mitgliedschaften
- Autorengruppe Zweibrücken[3]
- seit Mai 2004: Mitglied der Bosener Gruppe, seit Mai 2005 zusammen mit Peter Eckert Sprecherin der Gruppe
- seit Januar 2018: Mitglied bei dem Saar-Krimi-Kartell "Mörderische Schwestern"[4]

## Werke
- Von Wegen. Kurzgeschichte Gottes Wege. Anthologie des Literarischen Vereins der Pfalz, 2005
- Am Holländerkopf. Erzählung, Conte 2007, ISBN 978-3-936950-55-7
- Frauenzimmer oder: manchmal ist mein Mund ein Hund. Geistkirch, Saarbrücken 2008, ISBN 978-3-938889-61-9

## Auszeichnungen
- 1984: Preis beim Saarländischen Mundartwettbewerb
- 1991/1992: Saarländische Journalistenpreisträgerin
- Oktober 2005: Kunstpreis Literatur Toto-Lotto Rheinland-Pfalz zum Thema "Heimat"
- Dezember 2005: 5. Platz beim Wettbewerb um den Kunstpreis 2006 "Die Welt zu Gast in Rheinland-Pfalz"
- Oktober 2010: Kunstpreis Literatur Toto-Lotto Rheinland-Pfalz zum Thema "Fritz Walter"
- November 2012: Kunstpreis Literatur Toto-Lotto Rheinland-Pfalz zum Thema "Integration"
- November 2017: Kunstpreis Literatur Toto-Lotto Rheinland-Pfalz zum Thema "Freundschaft"